# José Ángel Vidal Martínez
José Ángel Vidal Martínez (Padrón, La Corunya, 28 d'octubre de 1969) va ser un ciclista espanyol, professional des del 1992 i fins al 2004. Malgrat no aconseguir cap victòria, va destacar com a gregari, participant en nombroses Grans Voltes.
Un cop retirat va dirigir l'equip Karpin Galicia.

## Palmarès

### Resultats a la Volta a Espanya
- 1993. 81è de la classificació general
- 1995. 77è de la classificació general
- 1999. Abandona
- 2000. 93è de la classificació general
- 2001. 115è de la classificació general

### Resultats al Giro d'Itàlia
- 1994. Abandona
- 1996. 85è de la classificació general
- 1997. 78è de la classificació general

### Resultats al Tour de França
- 1995. 93è de la classificació general
- 1996. 109è de la classificació general
- 1997. 77è de la classificació general
- 1998. Retirat amb tot l'equip (18a etapa)
- 1999. 101è de la classificació general
- 2002. 50è de la classificació general
- 2001. 86è de la classificació general
- 2002. 134è de la classificació general